# No Balance Palace (álbum de Kashmir)
No Balance Palace es el quinto álbum de la banda danesa Kashmir. Fue lanzado el 10 de octubre de 2005. El álbum cuenta con un dúo entre Kasper Eistrup y David Bowie en "The Cynic", y Lou Reed en "Black Building", y fue producido por Tony Visconti. El primer sencillo fue "La maldición de ser una chica".
La portada es una pintura abstracta de El Lissitzky llamada "Gabinete Abstracto" (1927).
Palabras de Kasper Eistrup. Música de Kasper Eistrup excepto donde se menciona.

## Lista de canciones
1. "Kalifornia" – 5:26
2. "Jewel Drop" – 4:20
3. "The Cynic" (con David Bowie) – 4:23
4. "Ophelia" – 3:56
5. "Diana Ross" – 0:31 (música por Eistrup con Henrik Lindstrand)
6. "The Curse of Being a Girl" – 3:39
7. "She's Made of Chalk" – 5:06 (música por Eistrup con Henrik Lindstrand)
8. "Ether" – 5:21
9. "Snowman" – 3:14 (música por Eistrup con Henrik Lindstrand)
10. "Black Building" (con Lou Reed) – 1:58 (música por Eistrup con Henrik Lindstrand, Asger Engholm Techau y Mads Tunebjerg)
11. "No Balance Palace" – 8:03 (música por Eistrup con Henrik Lindstrand, Asger Engholm Techau & Mads Tunebje
12. "Supergirl (Demonstrations Skizze)" – 3:57